# Cardiidae
Famille
Les Cardiidae sont la famille cosmopolite de mollusques bivalves correspondant aux coques et aux bucardes. Ils contiennent aussi les bénitiers.

## Description
Les Cardiidae sont pourvus d'un manteau largement ouvert en avant et inférieurement pour le passage d'un pied long et coudé qui autorise de petits déplacements par bonds successifs. Leur coquille mince, équivalve et inéquilatérale, généralement renflée, est ovalaire (généralement cordiforme) à subquadratique ou subtrigone avec le côté antérieur est court et tronqué. Les valves sont closes ou plus ou moins bâillantes en arrière et couvertes d'un épiderme mince. Les marges internes des valves sont crénelées. Elle a une lunule bien marquée. La surface des valves, rarement lisse, offre une sculpture externe fondamentalement rayonnante, formée de côtes rayonnantes plus ou moins prononcées dont la structure est souvent plus ou moins différente sur la déclivité postérieure des valves. Ces côtes peuvent être ornées d'écailles, de tubercules ou bien d'épines. Le ligament externe élastique forme une courte bande saillante en arrière des crochets. La charnière hétérodonte a deux dents cardinales assez irrégulières comme forme et comme développement, quelquefois peu distinctes ou même presque nulles, et des dents latérales écartées quand elles existent, se recourbant vers l’extérieur. L'intérieur de la coquille dimyaire a deux empreintes des muscles adducteurs de tailles subégales. La ligne palléale est le plus souvent non sinuée : les Cardiidae, animaux fouisseurs, ont en effet de trop petits siphons (tubes non extensibles et ciliés) pour laisser des empreintes.

## Liste des genres
Selon World Register of Marine Species (6 novembre 2014) :

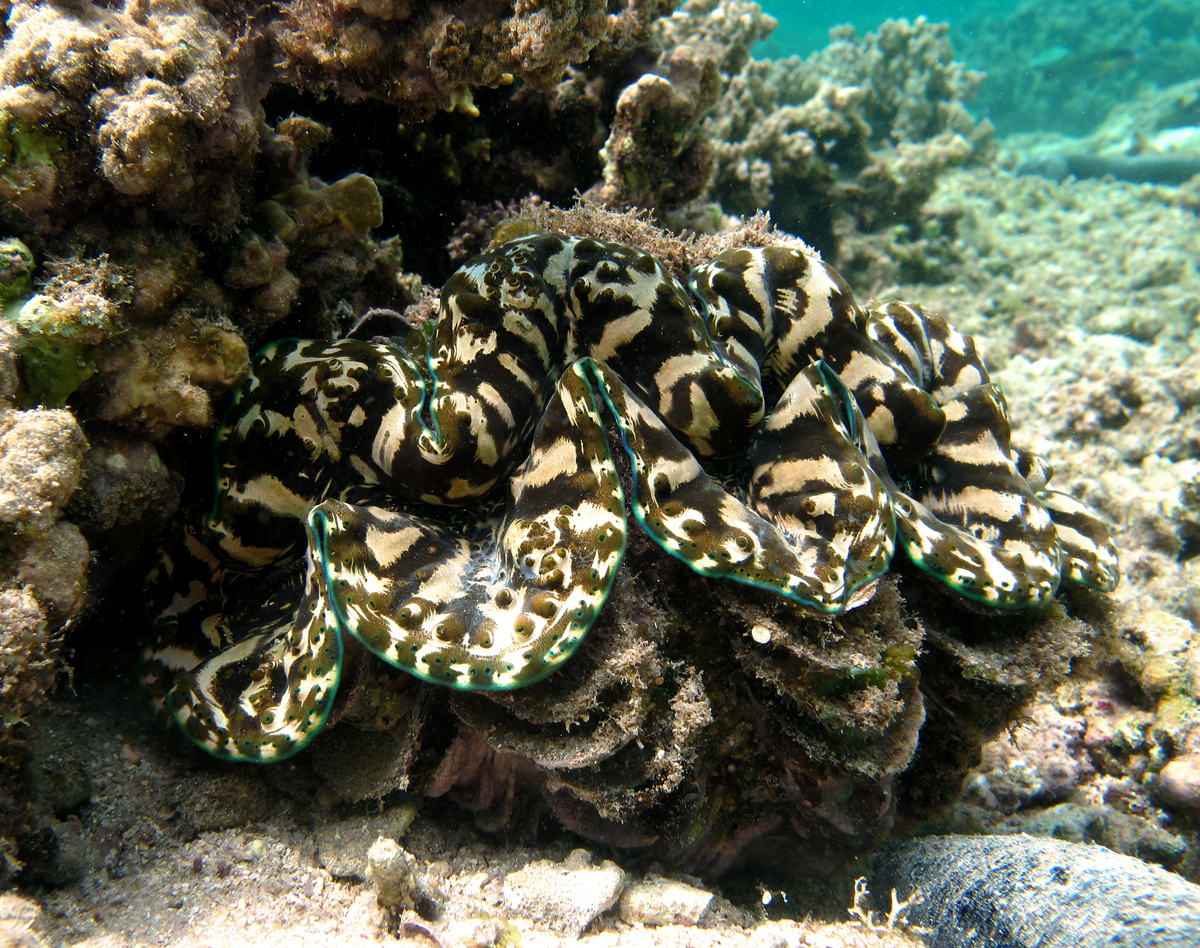
Les bénitiers (ici Tridacna squamosa à La Réunion) sont les plus gros bivalves connus.

- sous-famille Cardiinae Lamarck, 1809
  - genre Bucardium J.E. Gray, 1853
  - genre Cardium Linnaeus, 1758
  - genre Europicardium Popov, 1977
  - genre Fulvia Gray, 1853
  - genre Procardium ter Poorten & La Perna, 2017
  - genre Vepricardium Iredale, 1929
- sous-famille Clinocardiinae Kafanov, 1975
  - genre Ciliatocardium Kafanov, 1974
  - genre Clinocardium Keen, 1936
  - genre Keenocardium Kafanov, 1974
  - genre Serripes Gould, 1841
- sous-famille Fraginae Stewart, 1930
  - genre Americardia Stewart, 1930
  - genre Apiocardia Olsson, 1961
  - genre Corculum Röding, 1798
  - genre Ctenocardia H. Adams & A. Adams, 1857
  - genre Fragum Röding, 1798
  - genre Lunulicardia Gray, 1853
  - genre Microfragum Habe, 1951
  - genre Trigoniocardia Dall, 1900
- sous-famille Laevicardiinae Keen, 1951
  - genre Dinocardium Dall, 1900
  - genre Laevicardium Swainson, 1840
  - genre Pseudofulvia Vidal & Kirkendale, 2007
- sous-famille Lahilliinae Finlay & Marwick, 1937 †
- sous-famille Lymnocardiinae Stoliczka, 1870
  - genre Acanthocardia J.E. Gray, 1851
  - genre Adacna Eichwald, 1838
  - genre Cerastoderma Poli, 1795
  - genre Didacna Eichwald, 1838
  - genre Hypanis Ménétries, 1832
  - genre Monodacna Eichwald, 1838
  - genre Papillicardium Sacco, 1899
  - genre Parvicardium Monterosato, 1884
- sous-famille Orthocardiinae J. A. Schneider, 2002
  - genre Afrocardium Tomlin, 1931
  - genre Freneixicardia Schneider, 2002
  - genre Lyrocardium Meek, 1876
- sous-famille Protocardiinae Bronn, 1849 †
- sous-famille Trachycardiinae Stewart, 1930
  - genre Acrosterigma Dall, 1900
  - genre Dallocardia Stewart, 1930
  - genre Papyridea Swainson, 1840
  - genre Trachycardium Mörch, 1853
  - genre Vasticardium Iredale, 1927
- sous-famille Tridacninae Lamarck, 1819
  - genre Hippopus Lamarck, 1799
  - genre Tridacna Bruguière, 1797
- genre Discors Deshayes, 1858
- genre Frigidocardium Habe, 1951
- genre Fuscocardium Oyama, 1973
- genre Goethemia Lambiotte, 1979
- genre Hemicardia Spengler, 1799
- genre Keenaea Habe, 1951
- genre Lophocardium P. Fischer, 1887
- genre Maoricardium Marwick, 1944
- genre Microcardium Thiele, 1934
- genre Nemocardium Meek, 1876
- genre Opisocardium Bayle, 1879
- genre Plagiocardium Cossmann, 1886
- genre Pratulum Iredale, 1924
- genre Protocardia Beyrich, 1845
- genre Rudicardia Coen, 1915
- genre Trifaricardium Kuroda & Habe, 1951

## Galerie

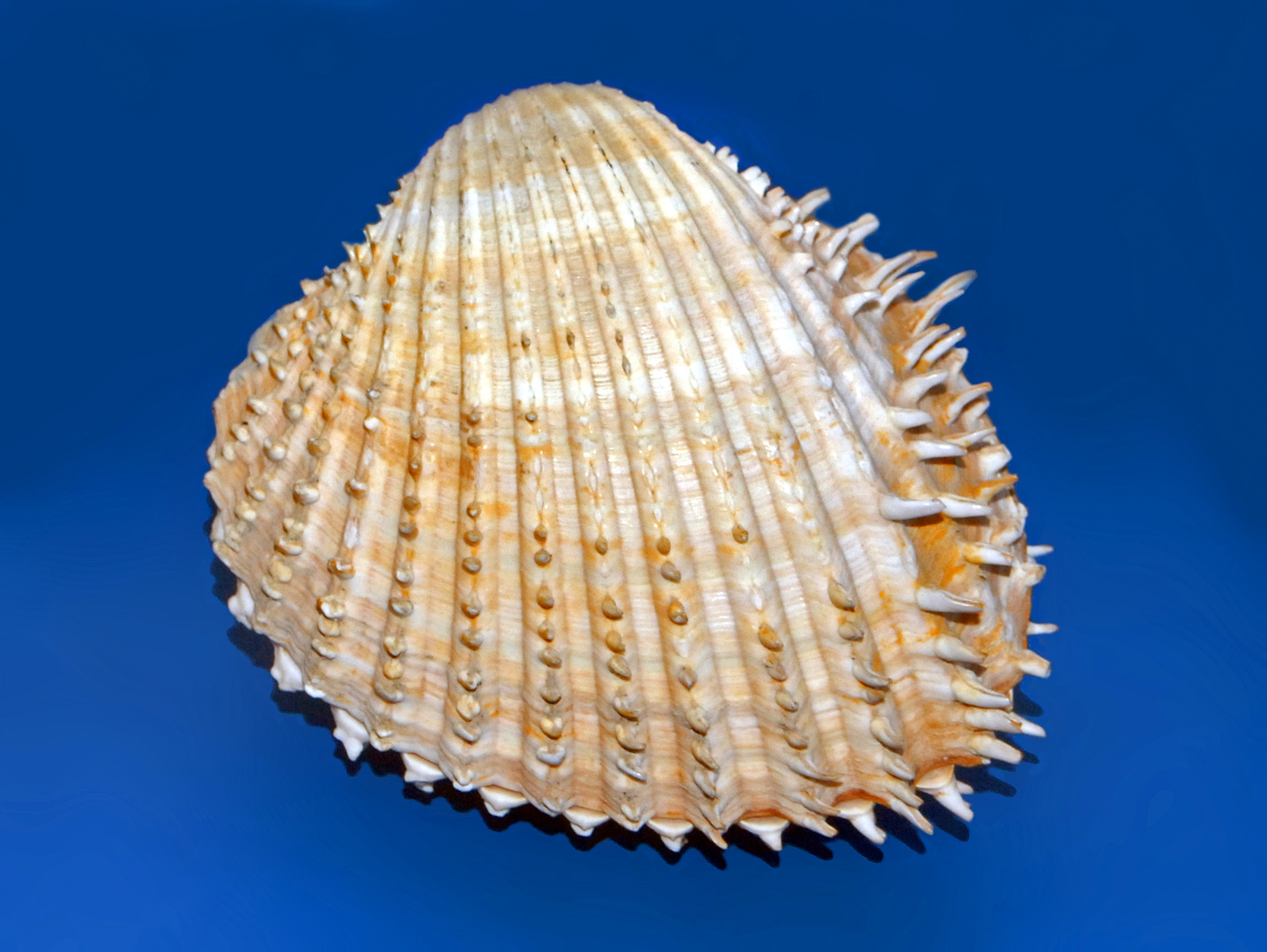
Acanthocardia aculeata
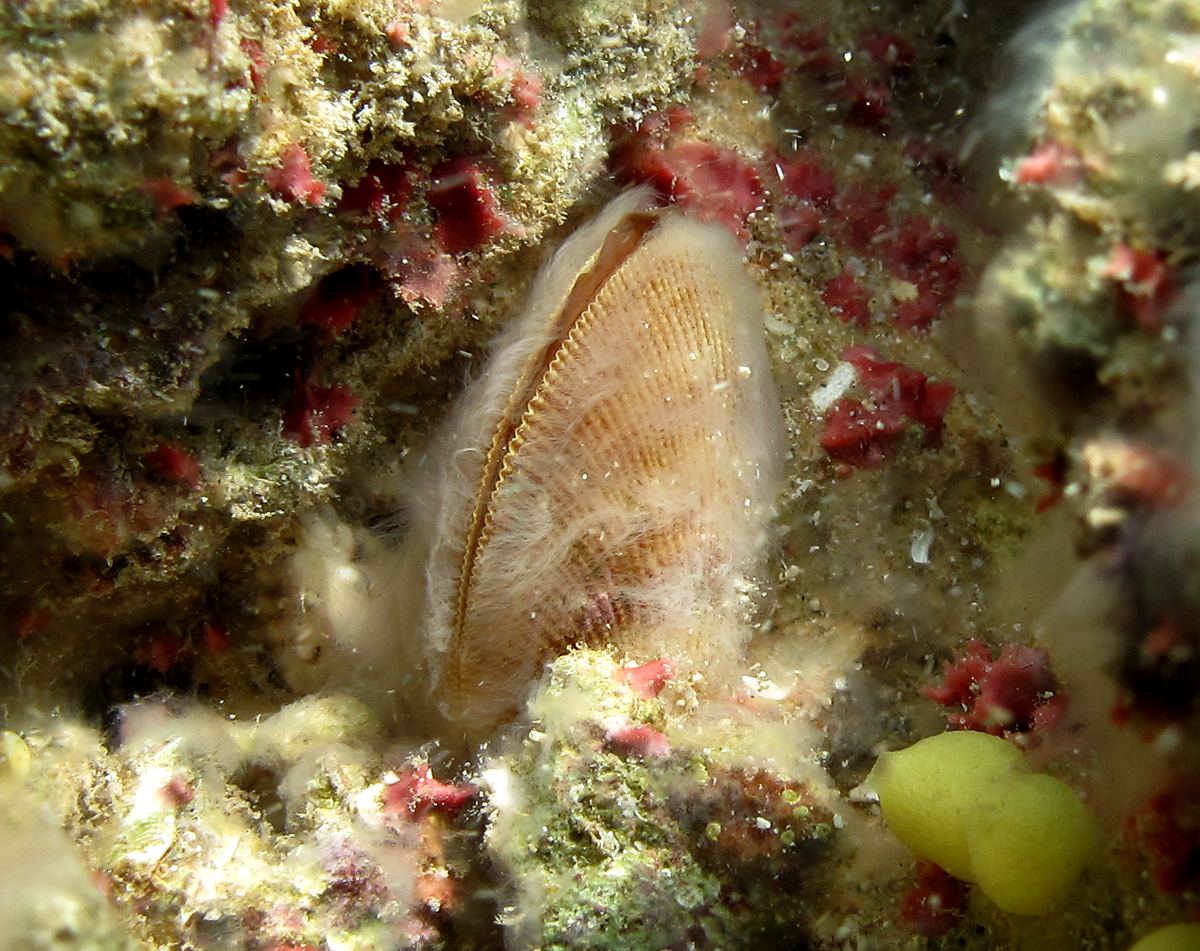
Acrosterigma discus
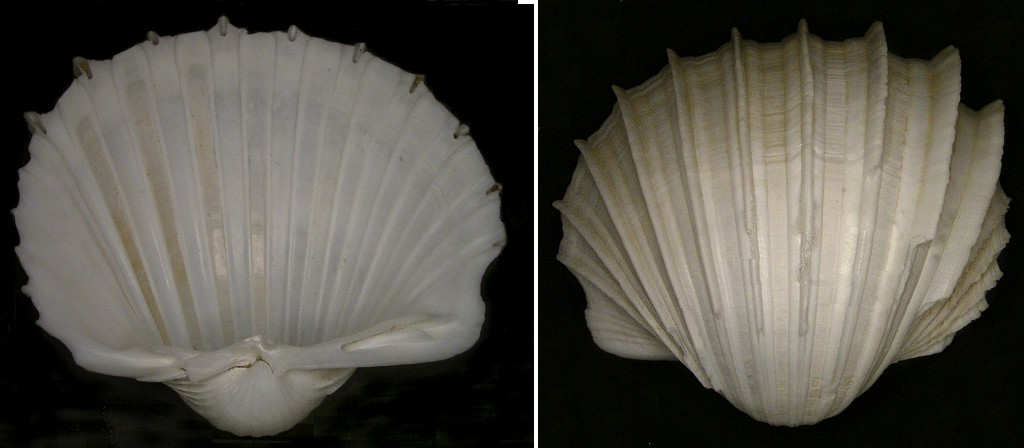
Cardium costatum
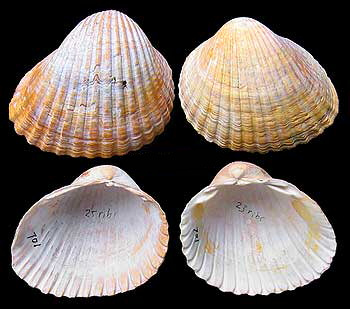
Cerastoderma lamarcki
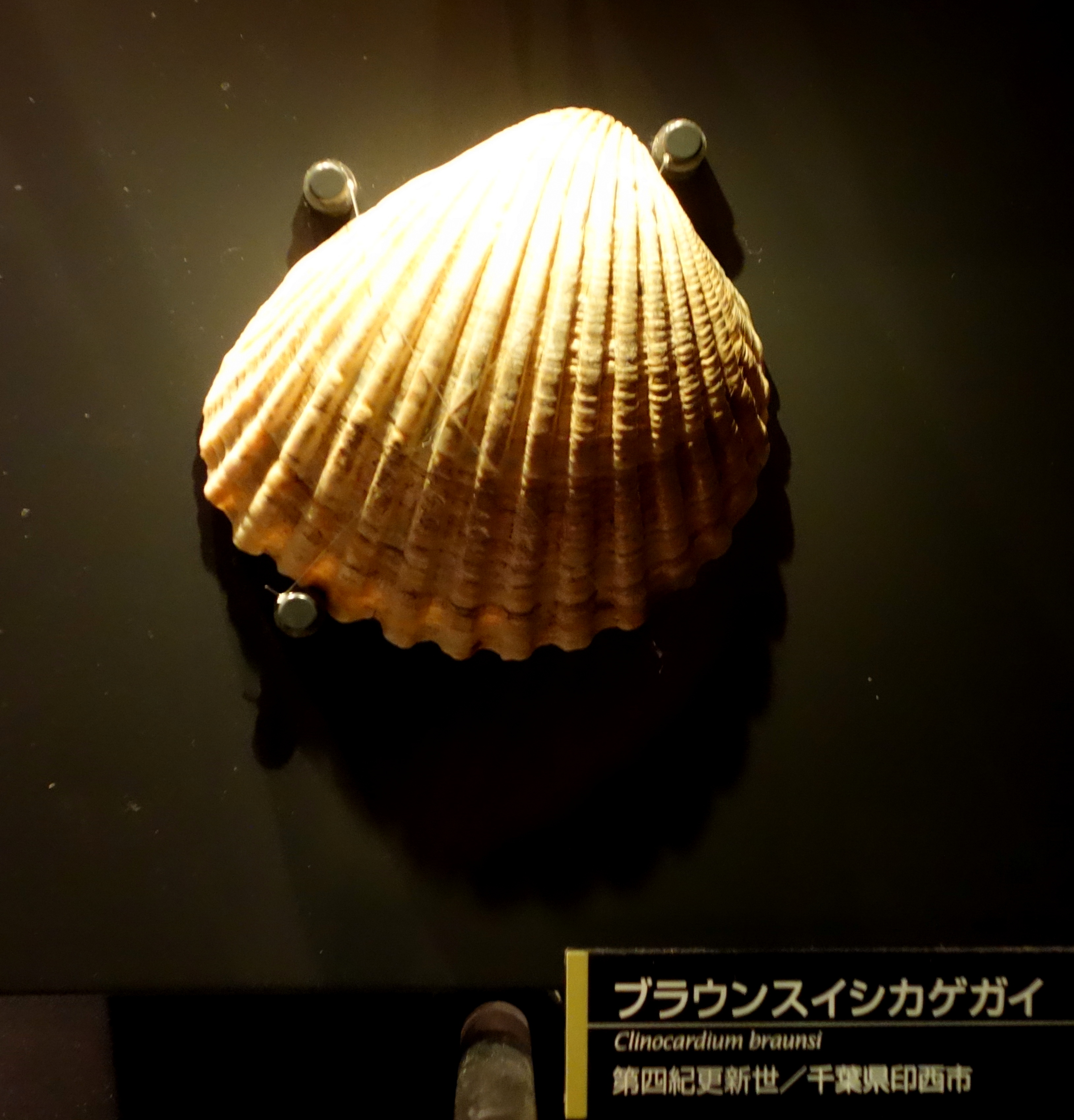
Clinocardium braunsi
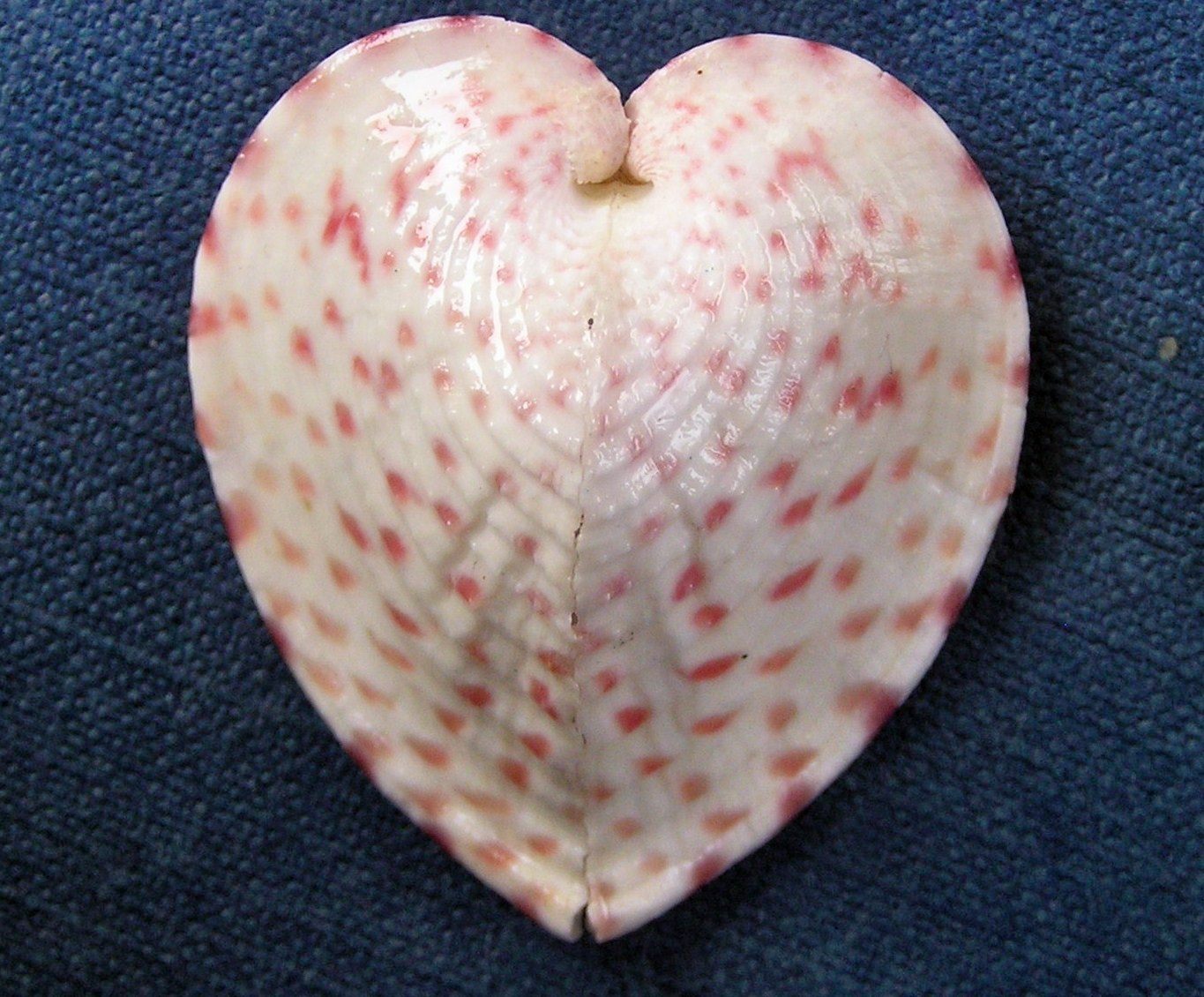
Corculum cardissa
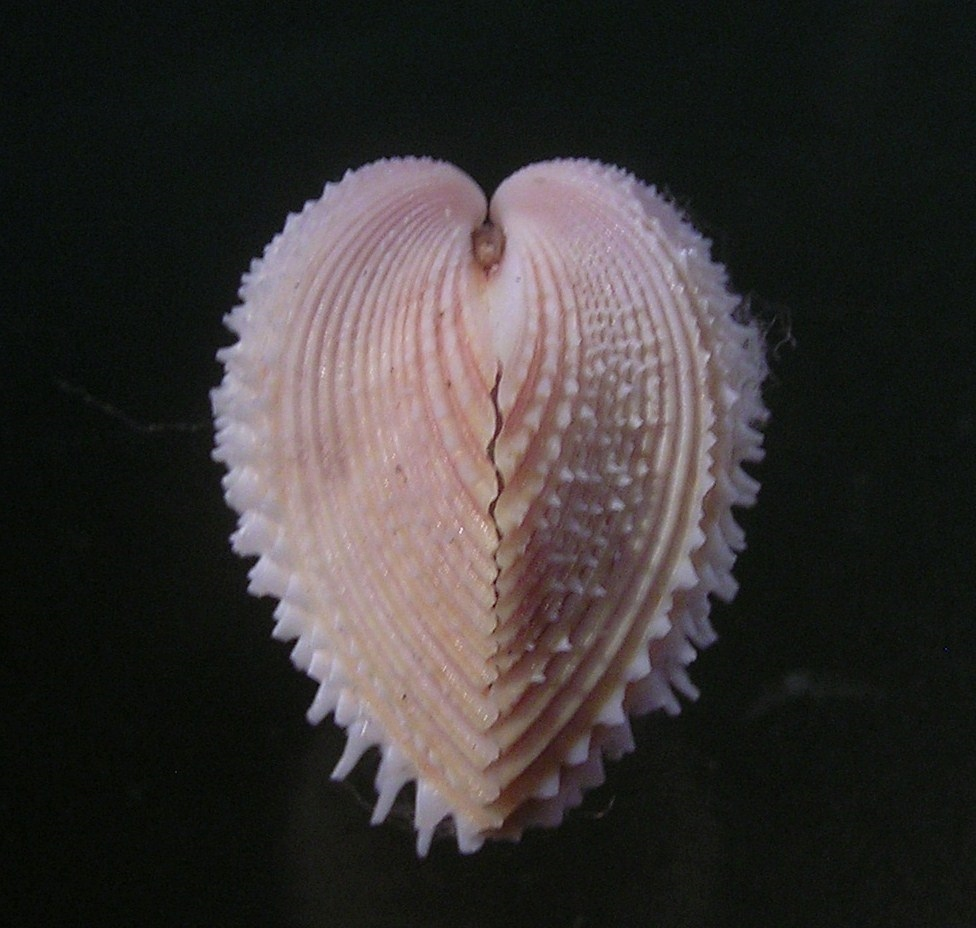
Ctenocardia virgo
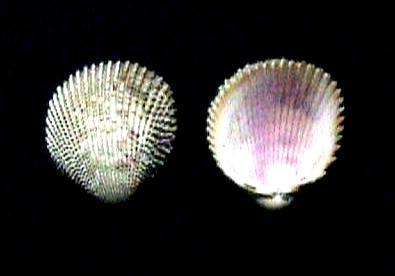
Dallocardia muricata
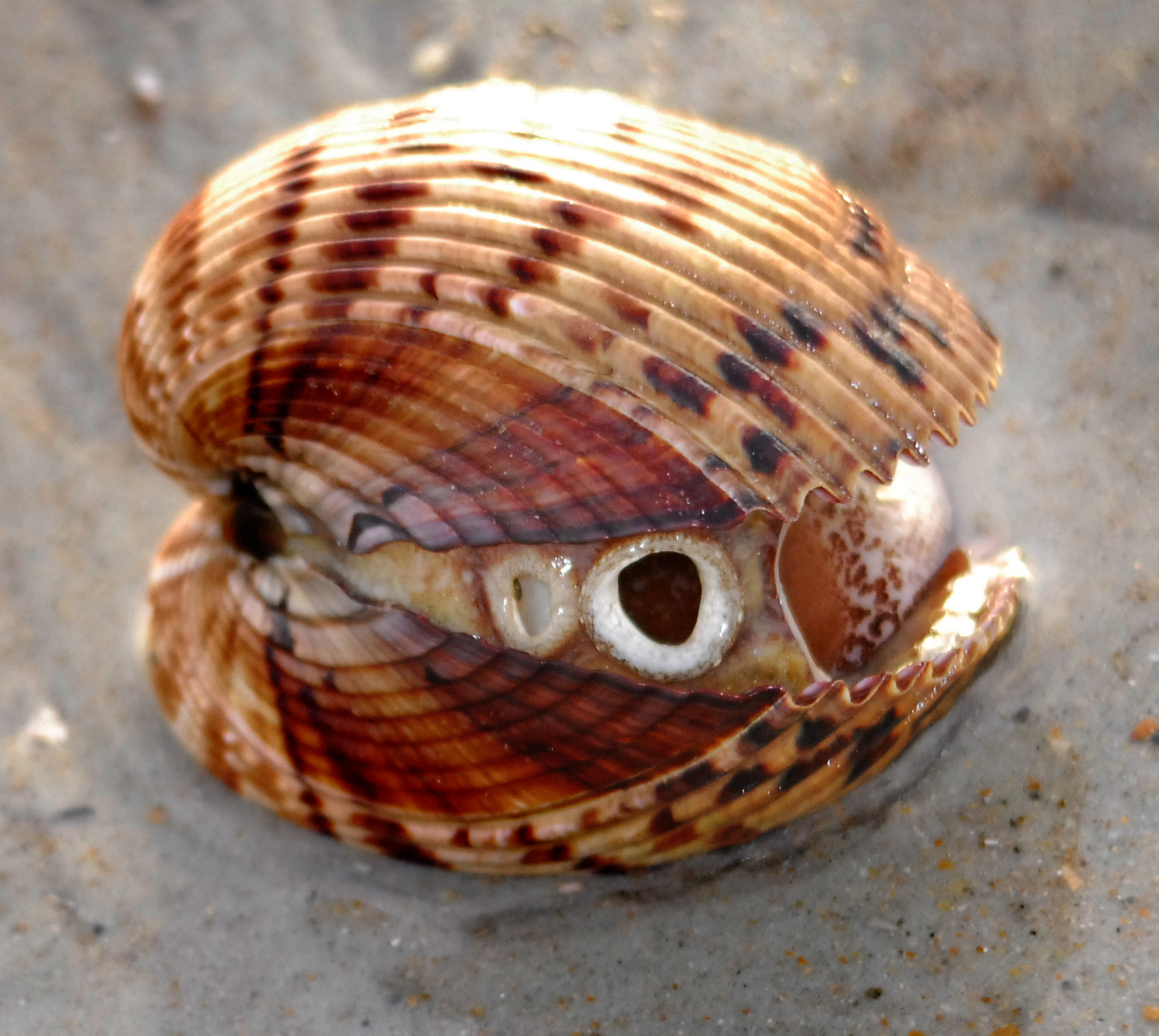
Dinocardium robustum
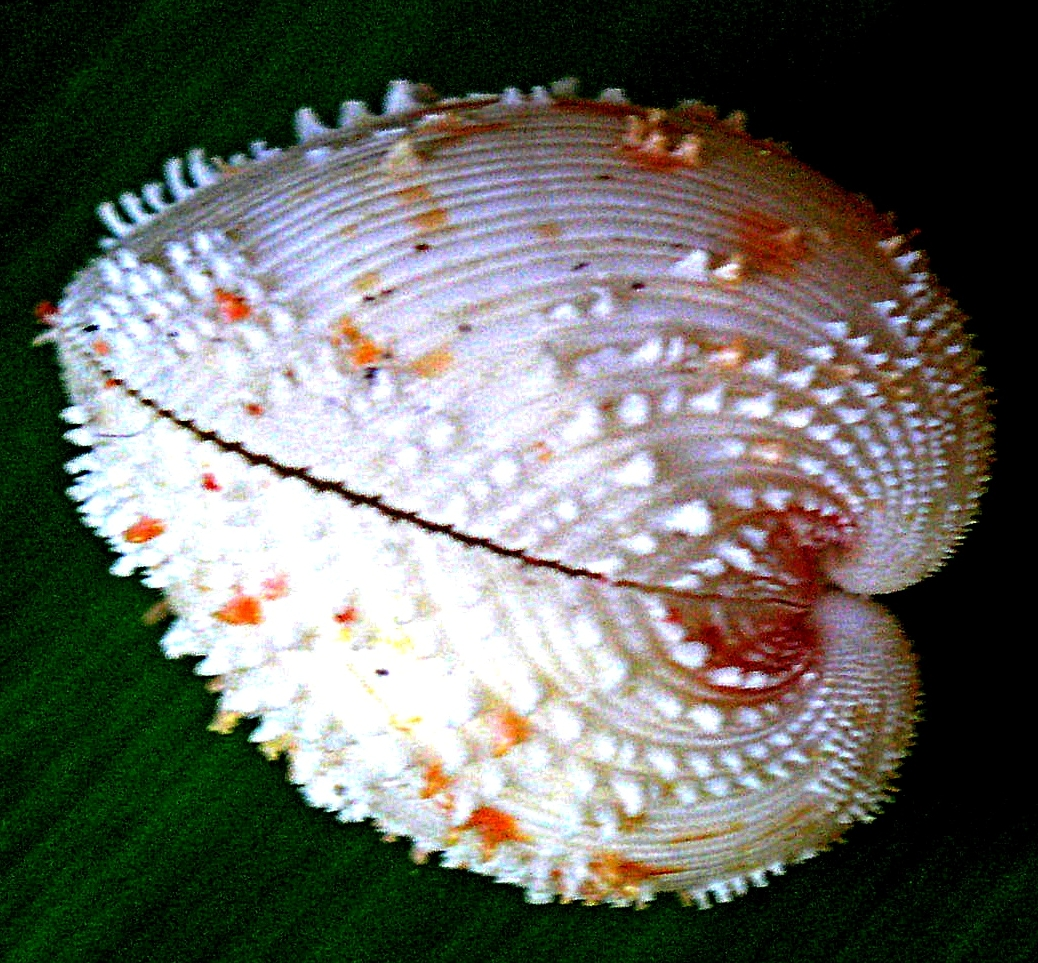
Fragum unedo
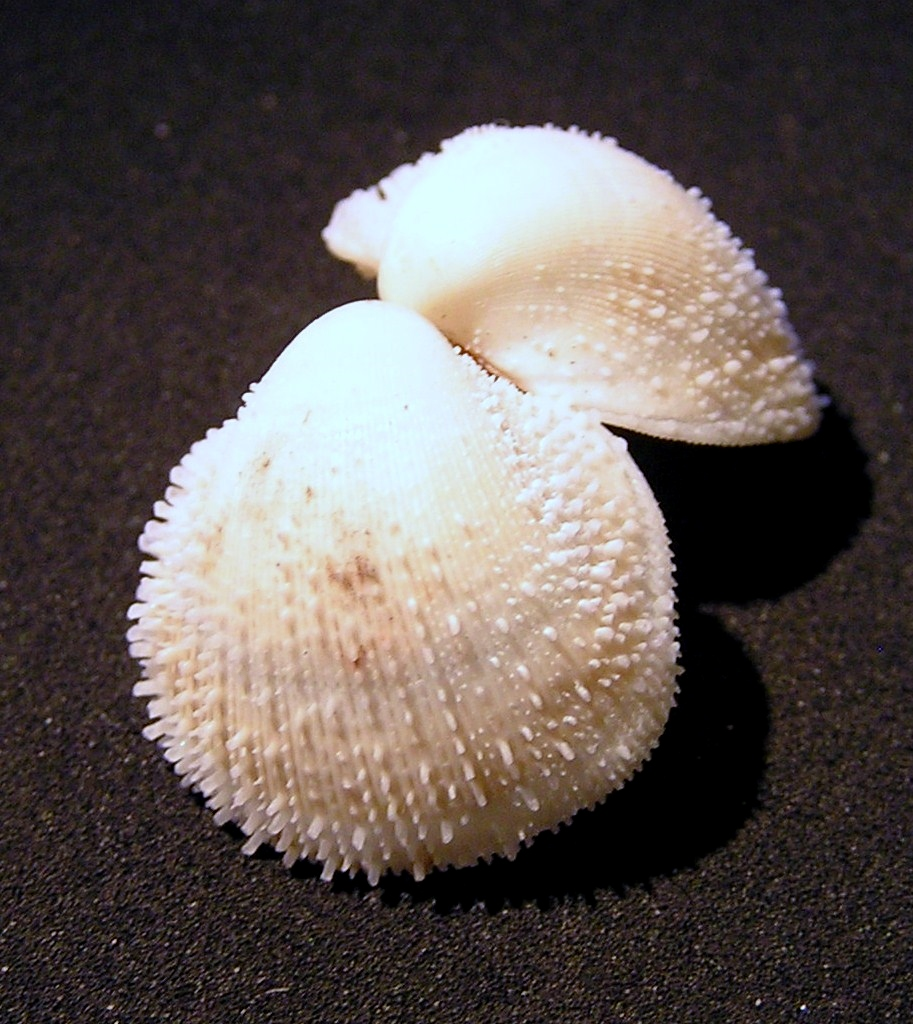
Frigidocardium eos
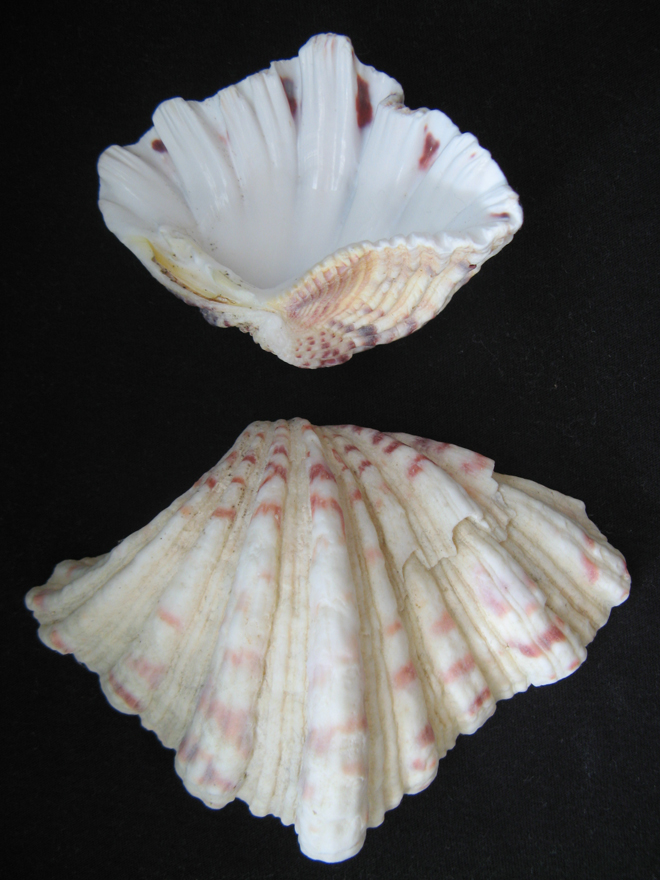
Hippopus hippopus
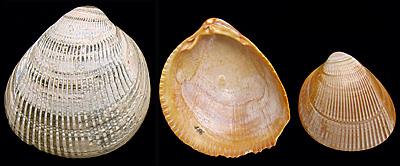
Laevicardium crassum
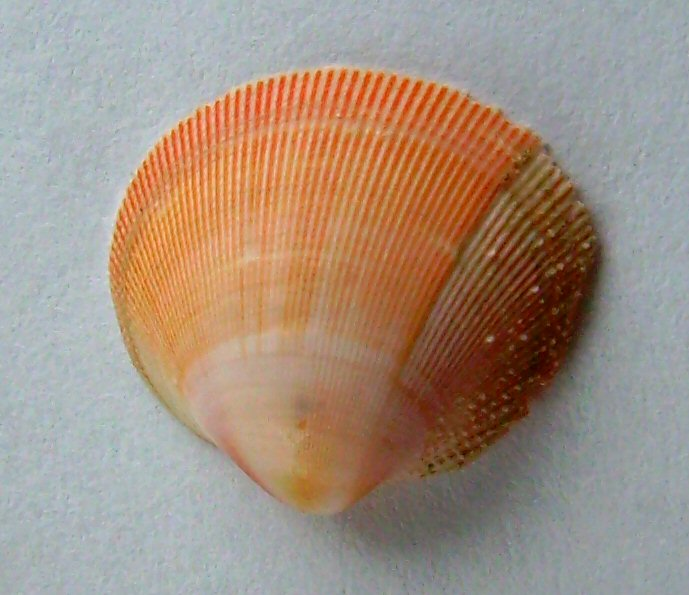
Pratulum pulchellum
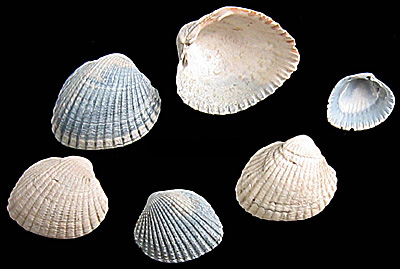
Parvicardium exiguum
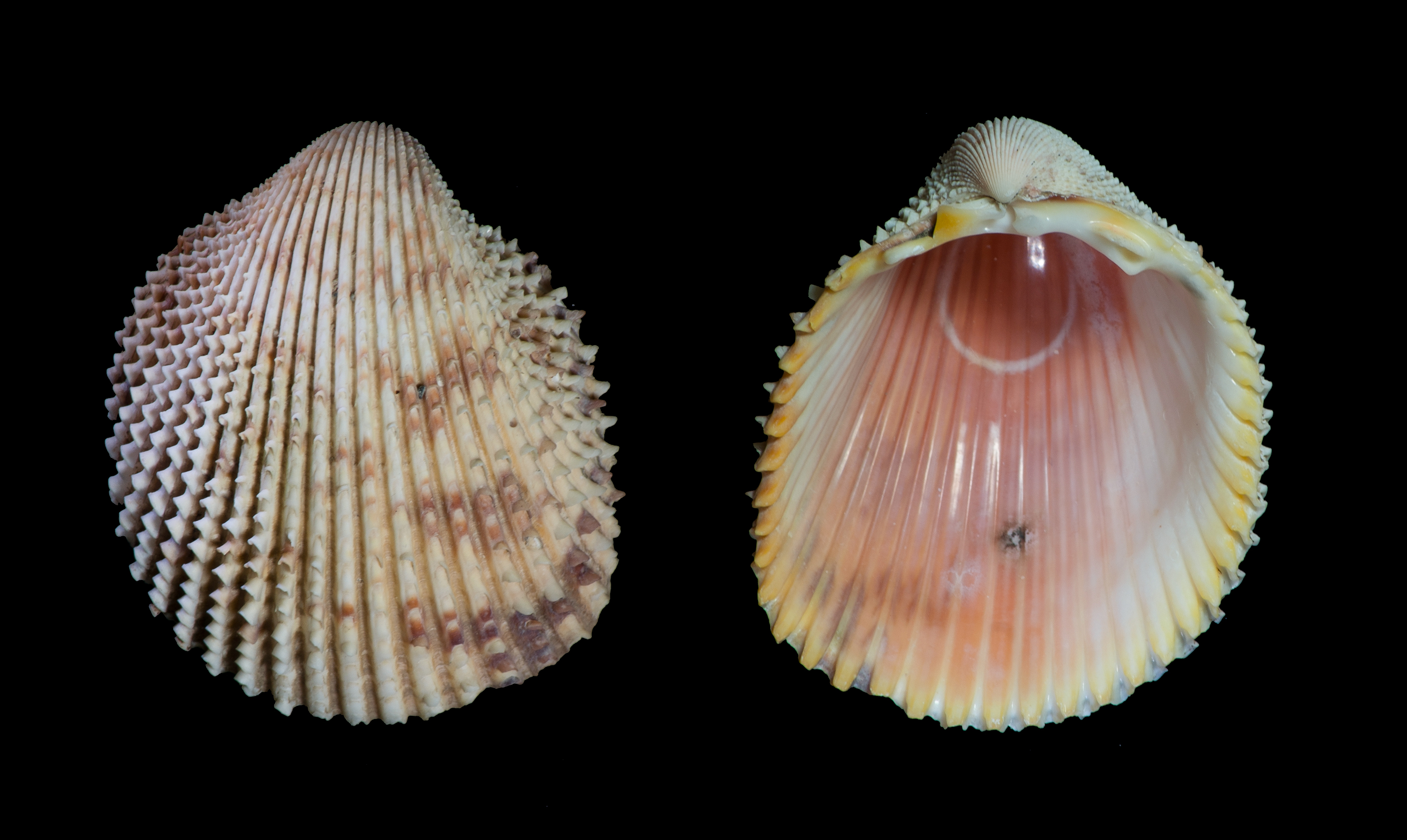
Trachycardium isocardia
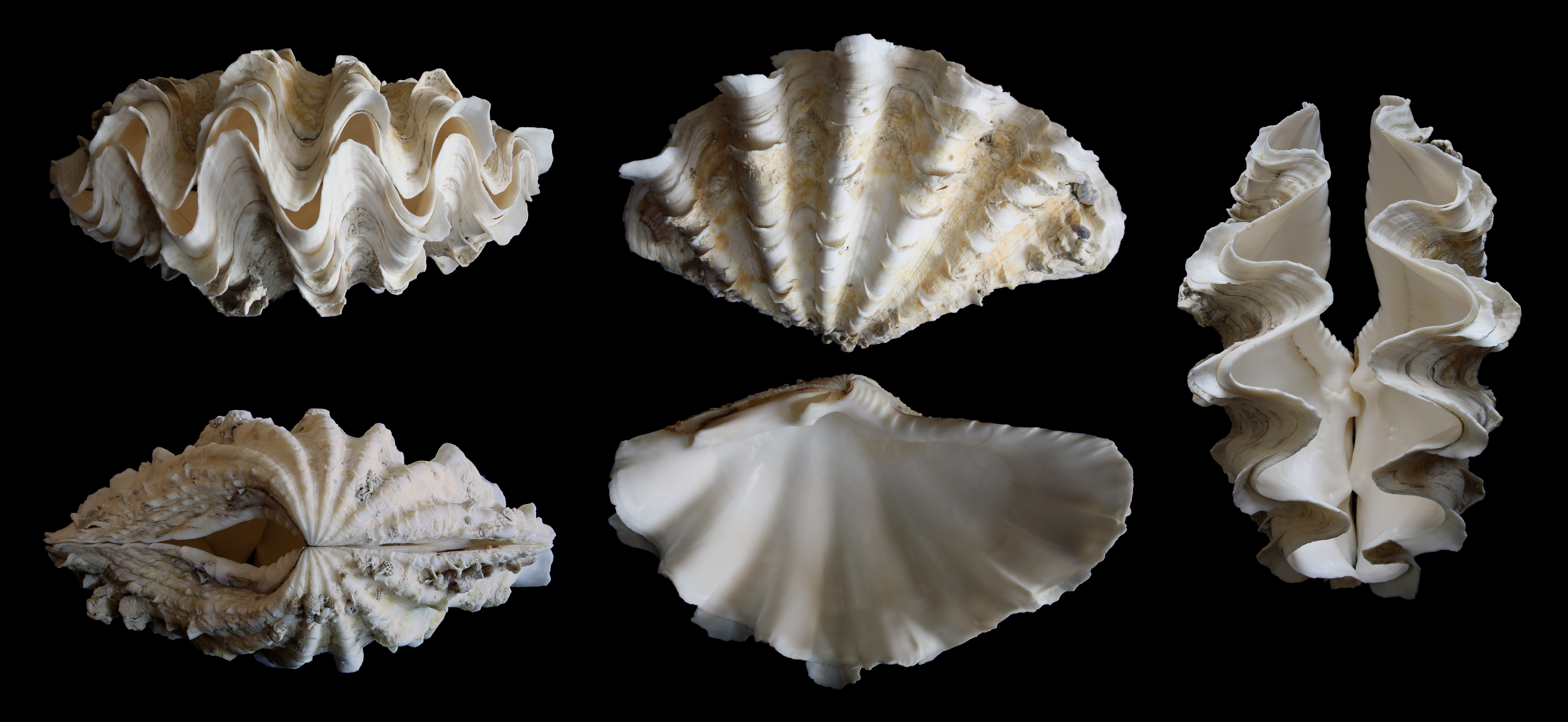
Tridacna costata
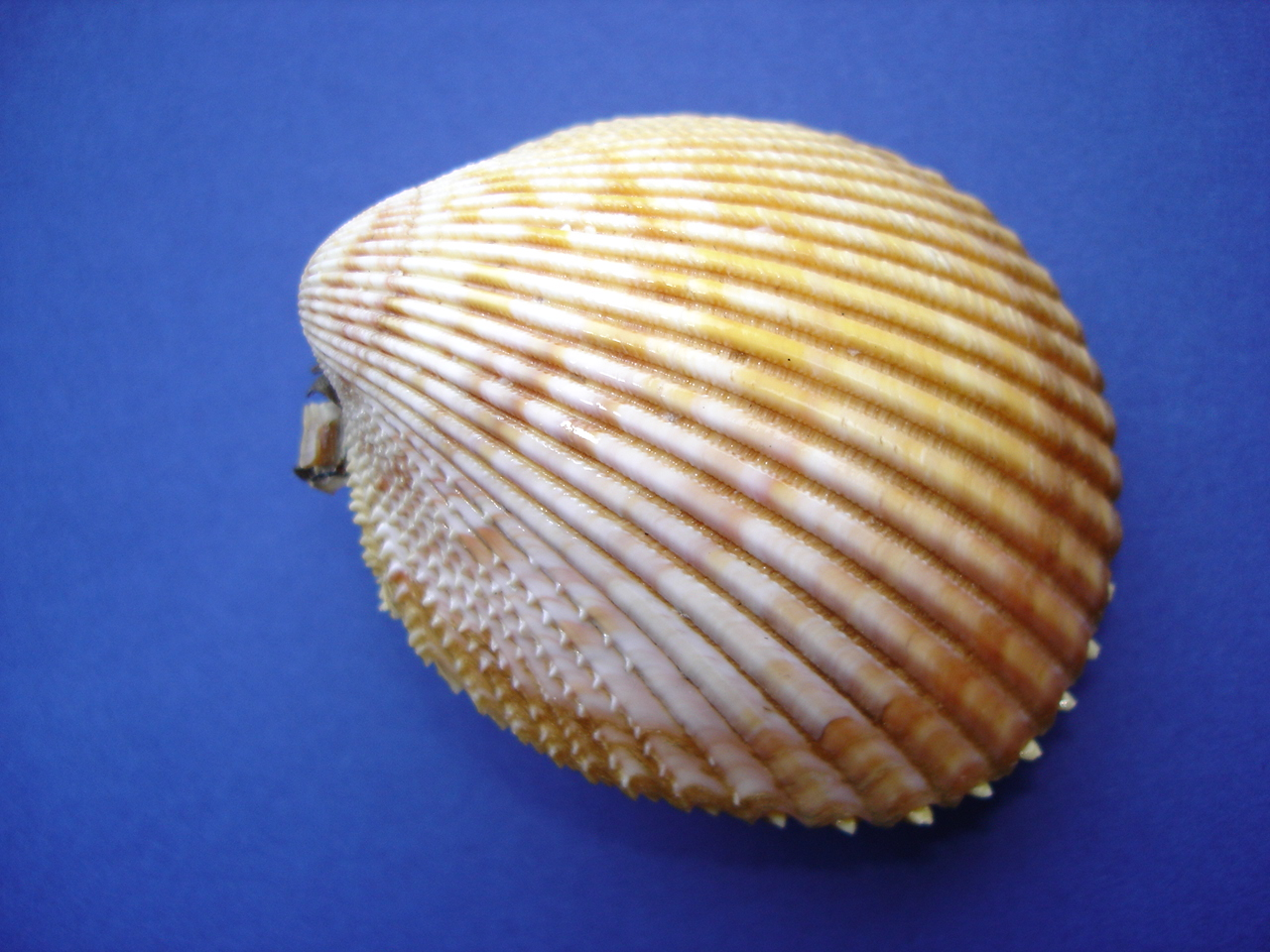
Vasticardium luteomarginatum
Vepricardium orbiculare, cardiidae des temps du lutétien, dans l'éocène, trouvé près de la commune de Sankt Pankraz (Haute-Autriche).